# Rasines
Rasines est une commune d’Espagne, dans la communauté autonome de Cantabrie.